# کریگ پارکینسون
کریگ پارکینسون (به انگلیسی: Craig Parkinson) (زاده ۱۱ مارس ۱۹۷۶) بازیگر انگلیسی است.
از فیلم‌های معروف او می‌توان به بازی در فیلم مرد دیگر اشاره کرد.